# Dominique Kivuvu
Dominique Kivuvu (* 16. September 1987 in Amsterdam) ist ein niederländisch-angolanischer Fußballspieler. Der Mittelfeldspieler steht seit dem Sommer 2019 bei ZSGO/WMS unter Vertrag.

## Karriere
Die Karriere von Kivuvu begann bei den Stormvogels Telstar, wo er im Jahr 2005 in den Kader der ersten Mannschaft aufrückte, die seinerzeit in der Eerste Divisie spielte. Nach einer Spielzeit verpflichtete ihn der Ehrendivisionär NEC Nijmegen. Ab Sommer 2010 stand er in Rumänien bei CFR Cluj unter Vertrag. Nachdem er in der Hinrunde 2011/12 kaum zum Einsatz gekommen war, wechselte er im Januar 2012 auf Leihbasis zu Mjällby AIF in die schwedische Allsvenskan. In Mjällby wurde er zur Stammkraft und kehrte im August 2012 nach Cluj zurück. Dort kam er in der Saison 2012/13 nicht zum Einsatz. Ab Sommer 2013 war er 18 Monate ohne Verein. Anfang 2015 verpflichtete ihn der angolanische Klub Kabuscorp FC do Palanca, Mitte 2015 wechselte er zum Rivalen Progresso Associação do Sambizanga. Von Sommer 2016 bis Mitte 2017 spielte er für den FC Oss in der zweiten niederländischen Liga. Von Februar 2018 an spielte er knapp fünf Monate für VV DOVO Veenendaal in der Hoofdklasse. Dann wechselte er weiter zu VV Dono Doorwerth und ein Jahr später unterschrieb er einen Vertrag beim Amsterdamer Fünftligisten ZSGO/WMS.

## Nationalmannschaft
Kivuvu war 2007 Kapitän der niederländischen U-20-Nationalmannschaft, ehe der angolanische Fußballverband um ihn warb, da er neben der niederländischen auch die angolanische Staatsangehörigkeit besitzt. Im Vorfeld des Afrika-Cups 2010 entschied er sich, künftig für die angolanische Fußballnationalmannschaft anzutreten. Am 10. Oktober 2009 kam er im Freundschaftsspiel gegen Malta zu seinem ersten Einsatz.

## Erfolge
- Rumänischer Superpokalsieger: 2010
- Rumänischer Meister: 2012